# Osning-Sandstein

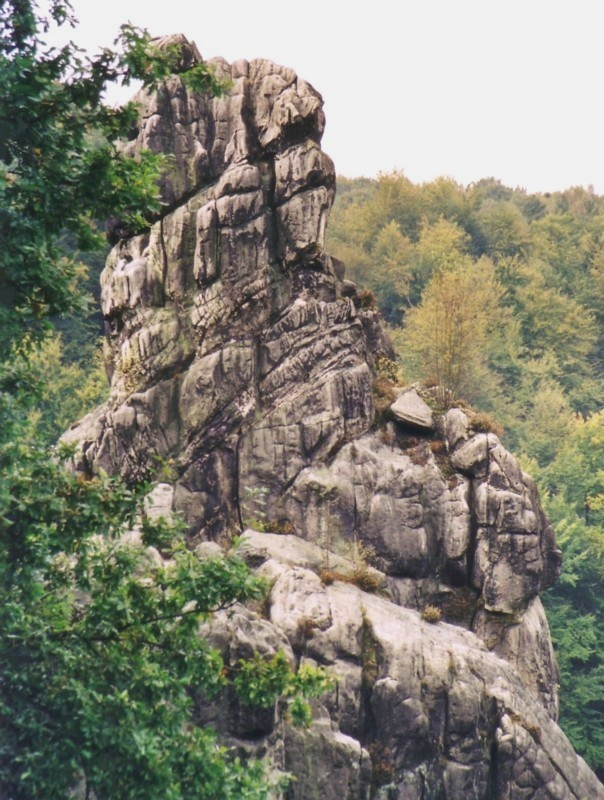
Der Sandstein der Externsteine

Als Osning-Sandstein (auch Blauer Stein) wird ein Sandstein bezeichnet, der regional im früher Osning genannten Teutoburger Wald in Deutschland vorkommt und dessen „geologisches Rückgrat“ bildet. Es handelt sich um einen Sandstein, der in der Unteren Kreide, in der Dörenther-Subformation zur Zeit des Oberaptiums bis Unteralbiums abgelagert wurde. Er kommt um Osnabrück, Lübbecke, Burgsteinfurt sowie vereinzelt bei Bielefeld und Gütersloh vor. Bis Ende des 20. Jahrhunderts wurde dieses Gestein als Bau- und Werkstein in etlichen Steinbrüchen abgebaut.

## Geologie
In der geologischen Zeit der Unterkreide vor etwa 120 Millionen Jahren entstanden am Rand des großen Kreidemeeres mächtige Sandablagerungen (Sedimente), die sich zu horizontal liegendem Sandstein verfestigten und später, gegen Ende der Kreidezeit vor etwa 65 Millionen Jahren, durch tektonische Prozesse gefaltet und weitgehend senkrecht gestellt wurden. 
Der etwa 100 Meter mächtige Osning-Sandstein bildet den ersten Hauptkamm des Teutoburger Waldes und verläuft vom Eggegebirge bis Ibbenbüren in weitgehend einheitlicher Schichtenfolge. Im Laufe der Jahrmillionen verwitterten die Gesteine des Gebietes hochgradig, der – weil kieselig gebunden – vergleichsweise harte Osning-Sandstein bildete jedoch eine durchgehend erhabene Schichtrippe, die an einigen Stellen sogar zu freistehenden Felsformationen skelettiert wurde. Charakteristisch ist die wollsackartige Verwitterungsform. Der Osning-Sandstein prägt die Landschaft bis heute stark und kann in seinem imposantesten Aufschluss an den Externsteinen betrachtet werden. Weitere natürliche Aufschlüsse bestehen an den Dörenther Klippen sowie an den Teutonia-Klippen bei Borlinghausen.

## Verwendung
Das Großsteingrab von Rheine wurde vor mehr als 4800 Jahren aus diesem Gestein erstellt. Moderne Steinbrüche befanden sich am Dörenberg mit dem Bennosteinbruch und am Hohnsberg, der seit dem 19. Jahrhundert Gegenstand geologischer Forschungen ist. 
Der Stein kommt in zwei Qualitäten vor. Es gibt ein Vorkommen, das tonig- und eines, das kalkig-gebunden ist. Die tonige Sorte ist hellgelblich, grau und selten weiß. Es ist zum Teil braun durch Eisenoxide gefärbt. Dieses Vorkommen ist 3 bis 4 Meter mächtig. Die kalk-gebundenen Sandsteine sind normalerweise sehr fest, zäh und nicht leicht zu bearbeiten. Ihre Farbe ist blaugrau. Die kalkigen Sandsteine sind teilweise in Tonschichten eingelagert.